# Kostel svatého Václava (Žďár)
Kostel svatého Václava je původně gotický filiální kostel na návrší ve vsi Žďár na pravém břehu řeky Úslavy. Jednolodní kostel s věží na západní straně zasvěcený svatému Václavovi se nachází v těsné blízkosti obce Ždírec v okrese Plzeň-jih, ke které Žďár patří. Součástí kostela je hřbitov a ohradní zeď s bránou. Objekt je památkově chráněn. Uvnitř kostela jsou v prostoru presbytáře gotické nástěnné malby s motivy svatováclavských legend, nejstarší výtvarné zpracování svatováclavských legend na českém území. Kostel je možné navštívit během bohoslužeb, které se konají první neděli v měsíci od března do listopadu.

## Stavba
Kostel byl postaven před polovinou 14. století. Na jednolodní stavbu je připojen původní trojboký presbytář a věž na západní straně. Loď byla v 18. století přestavěna v klasicistním stylu. V roce 1815 došlo k vyvýšení věže. Sakristie na severní straně představuje přístavbu z renesančního období.

## Nástěnné malby
Malby byly objeveny roku 1932 pod několika vrstvami omítky a vrstvou renesančních maleb (rovněž zobrazujících svatého Václava). Malby jsou umístěny po celém obvodu presbytáře, včetně prostoru za oltářem i na okenních stěnách a datují se do poloviny 14. století. Hlavní dominantu maleb představují svatováclavské legendy. Jedná se celkem o soubor 27 obrazů, na severní stěně presbytáře jsou v obou klenebních polích, na jižní straně pak v jednom klenebním poli. Jednotlivé obrazy jsou mezi sebou odděleny horizontálními a vertikálními příčkami.
Ve vrcholových lunetách severní strany jsou znázorněni andělé. Severní strana je porušena plombou, a tudíž není možné určit obsah vrcholové ho zobrazení. Ostatní obrazy jsou věnovány životu a skutkům svatého Václava. Oproti jiným malbám svatováclavských legend jsou ve žďárském kostele některé odlišnosti:
- malby neobsahují některý důležité a známé momenty ze života svatého Václava, a to zejména v době jeho dětství a po jeho smrti,
- oproti tomu se některým příběhům autor věnuje až příliš detailně, než je u podobných motivů běžné.
- Netradičně velkou pozornost na malbách dostává i souputník svatého Václava blahoslavený Podiven, který je malován rovněž s velkou kruhovou svatozáří.

Několik odborných studií svatováclavských legend ve Žďáru se shoduje na tom, že autor buď měl k dispozici nadstandardní volnost při zpracování zadaného tématu, nebo se jedná o vyobrazení svatováclavského cyklu na základě textové verze legendy, která se buď nedochovala, nebo nám není dosud známa.
Začátek svatováclavského cyklu je na prvním klenebním poli severní stěny. V prvním vyobrazením svatý Václav sekyrou kácí strom, jehož kmen si přidržuje rukou, ve druhém nese nůši se dřevem a ve třetím vyobrazení pak přichází k hradbám, kde žijí potřební, čekající na jím nasekané dřevo (zde jsou vyobrazeny dvě ženy čekající na svatého Václava, jedna se sepjatýma rukama v okně).
Následně jsou vyobrazeny další legendy. Například: svatý Václav žnoucí obilné klasy, obdarovávání chudých, obsluhování tří chudých u stolu, svatý Václav v poustevnickém rouchu vykupuje pohanské děti z otroctví od muže v klobouku (toto vyobrazení není na klenebním poli, nýbrž na okenním ostění). Cyklus je završen zavražděním svatého Václava, kdy svatý Václav ležící na zemi před kostelem má ruce sepjaté k modlitbě, nad ním jsou ozbrojenci s meči, z nichž jeden z nich je jeho bratr Boleslav, který se napřahuje k úderu, zatímco další Boleslavův pomocník vráží kopí do Václavova boku.
Součástí tohoto svatováclavského cyklu jsou i dvě vyobrazení – Svatý Václav vykupující pohanské děti a dále zobrazení svatého Václava jako rytíře – kde oděn v kabátec, plášť a vévodskou čapku, drží v pravé ruce kopí s praporcem a v levici třímá jílec svého meče. U levého boku je vyobrazen štít.
Druhou část nástěnné malby v presbytáři představují malby pod okny a pod svatováclavskými výjevy. Pod svatováclavskými výjevy jsou zobrazení porušena natolik, že dosud nebyl určen jejich obsah. Pod okny jsou pak znázorněny podobizny, ze kterých lze usuzovat, že se jedná o vyobrazení světců. Část z nich se dosud nepodařilo určit, ale některé lze s určitostí identifikovat, jako například svatého Pavla, svatého Jakuba či svatého Ondřeje. Pod těmito obrazy je v celém pásu namalován dekorativní zřasený červený závěs.
Třetí část výzdoby je na ostění kolem oken v presbytáři. Jedná se o výzdobu spirálami, geometrickými prvky, které se vzájemné prolínají a jejich účel je ryze dekorativní. Na jedné ze špalet pak můžeme najít stylizovaný obličej nekonkrétní postavy.
Poslední část představuje výzdoba vítězného oblouku, tedy vstupu do presbytáře s dekorativními geometrickými a rostlinnými vzory a nápisy ve vrchní části, které se dochovaly pouze ve fragmentech a jejich obsah je až na několik částí slov nečitelný.
Chronografickou metodou bylo zjištěno značné množství aminokyselin v barvivu, čímž bylo prokázáno použití bílkovinného pojidla. Obrazy byly malovány technikou al secco, která byla kombinována s podmalbou do vlhké omítky.

## Galerie

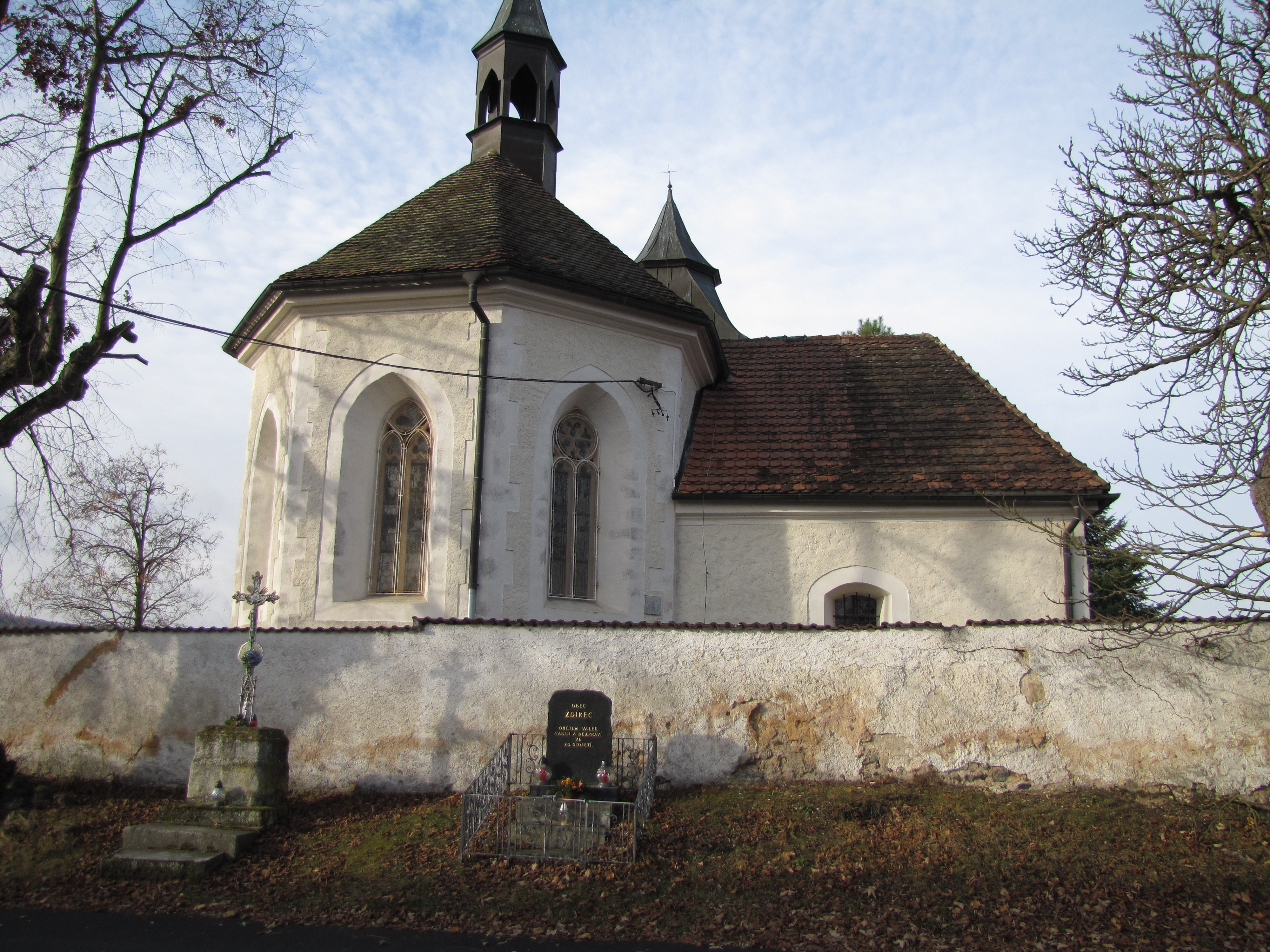
Východní strana kostela
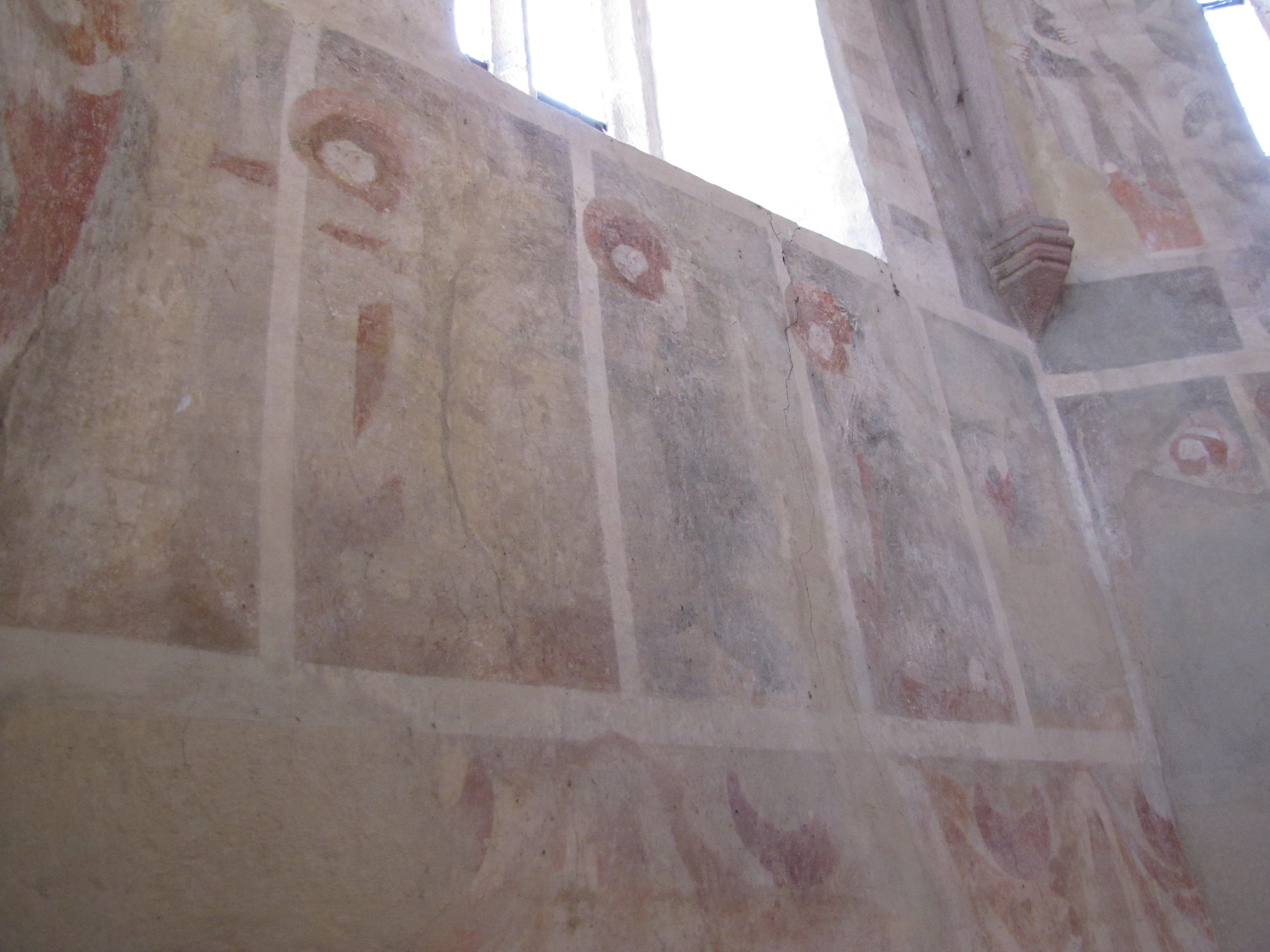
Vyobrazení světců a proroků
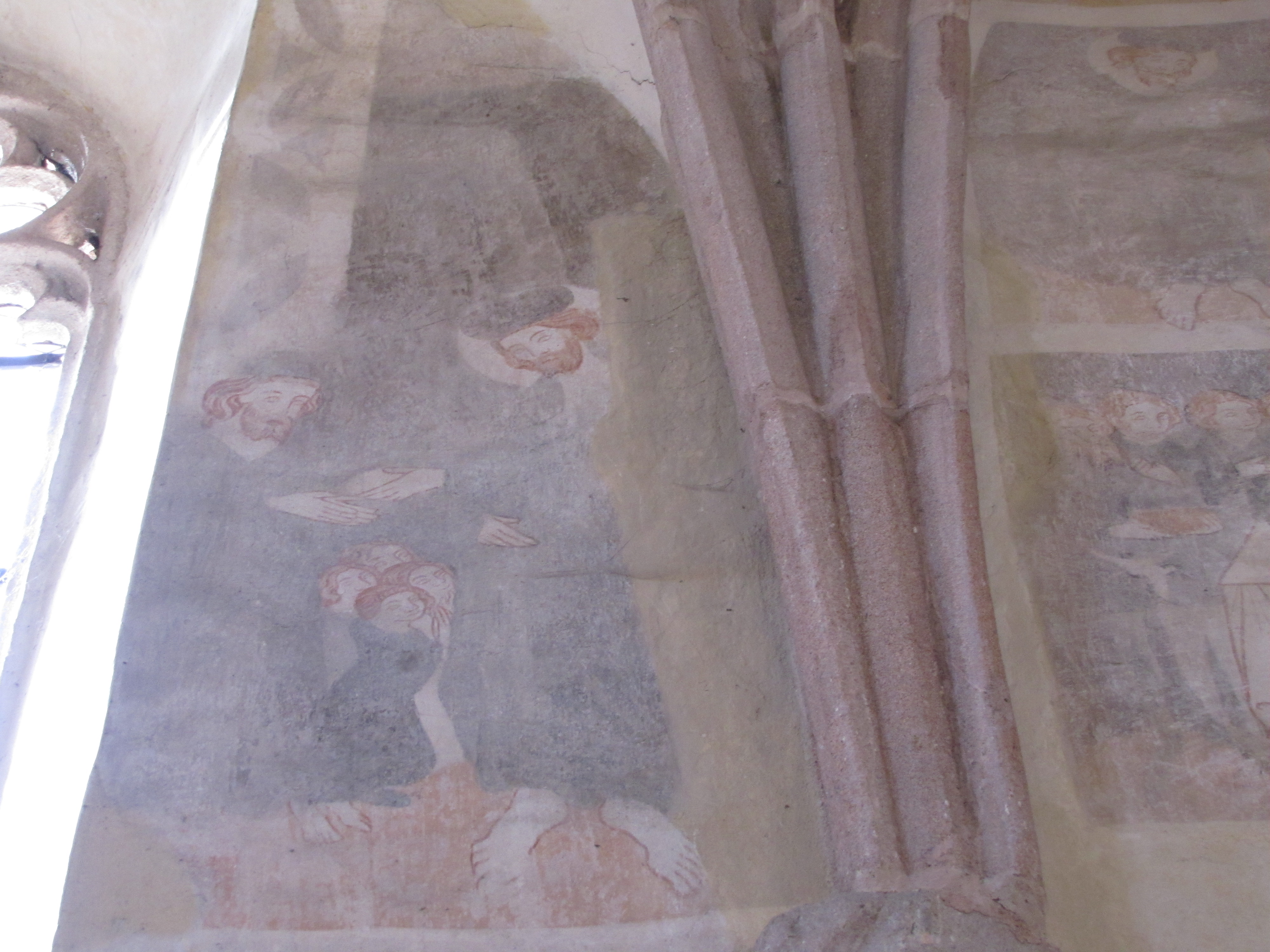
Svatý Václav osvobozující děti jejich vykoupením
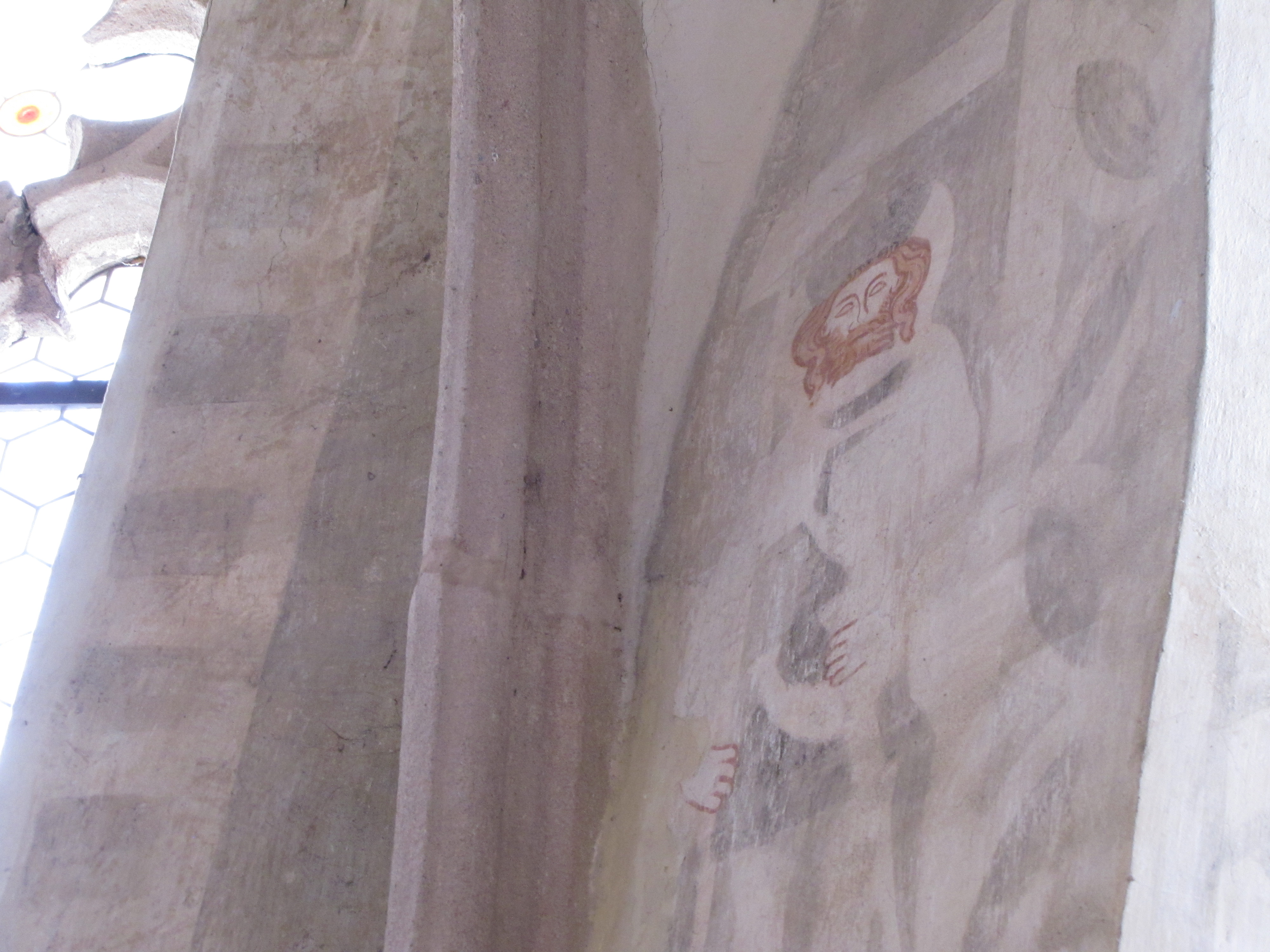
Svatý Václav jako rytíř
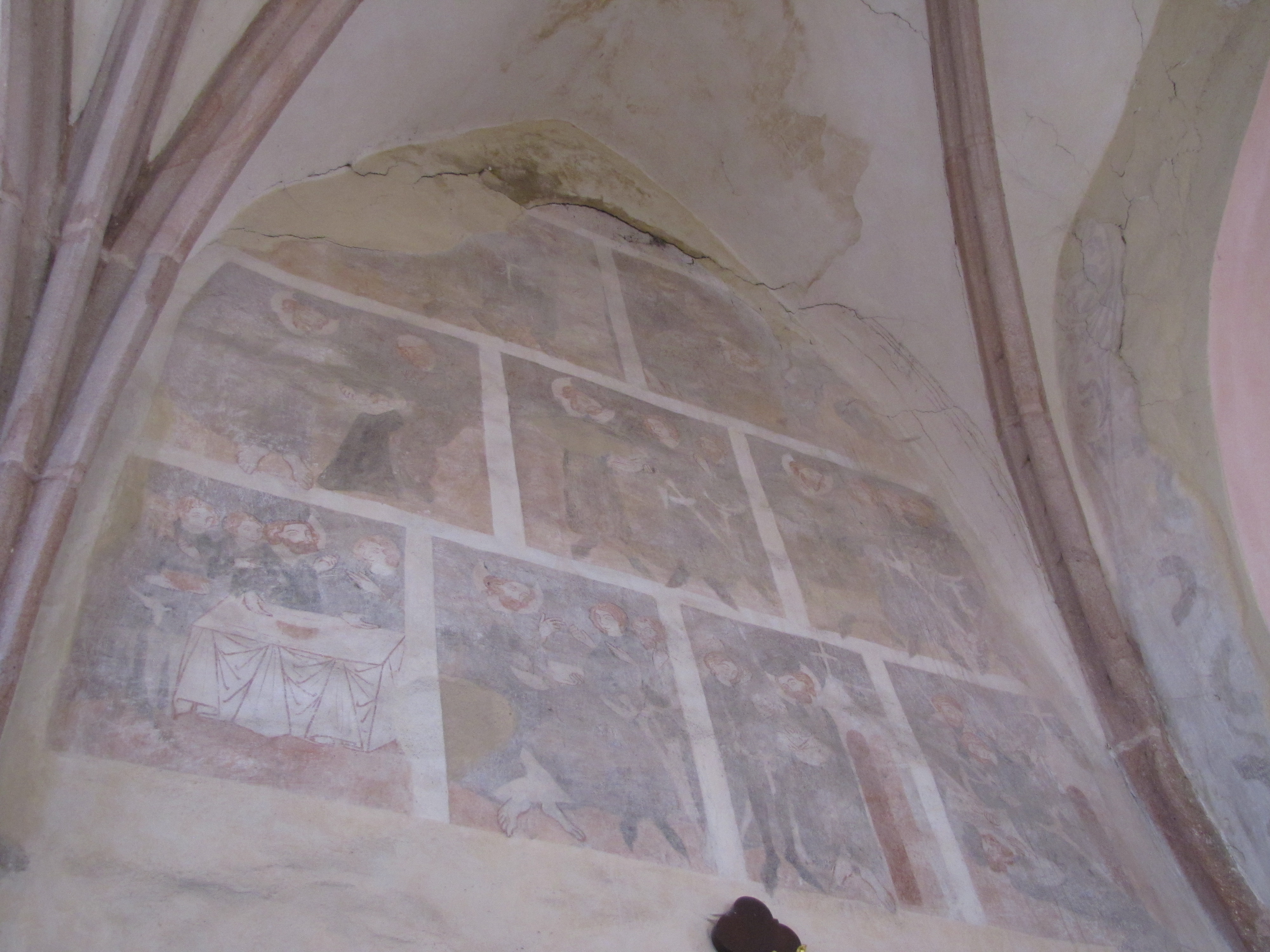
Jižní stěna se závěrem legendy
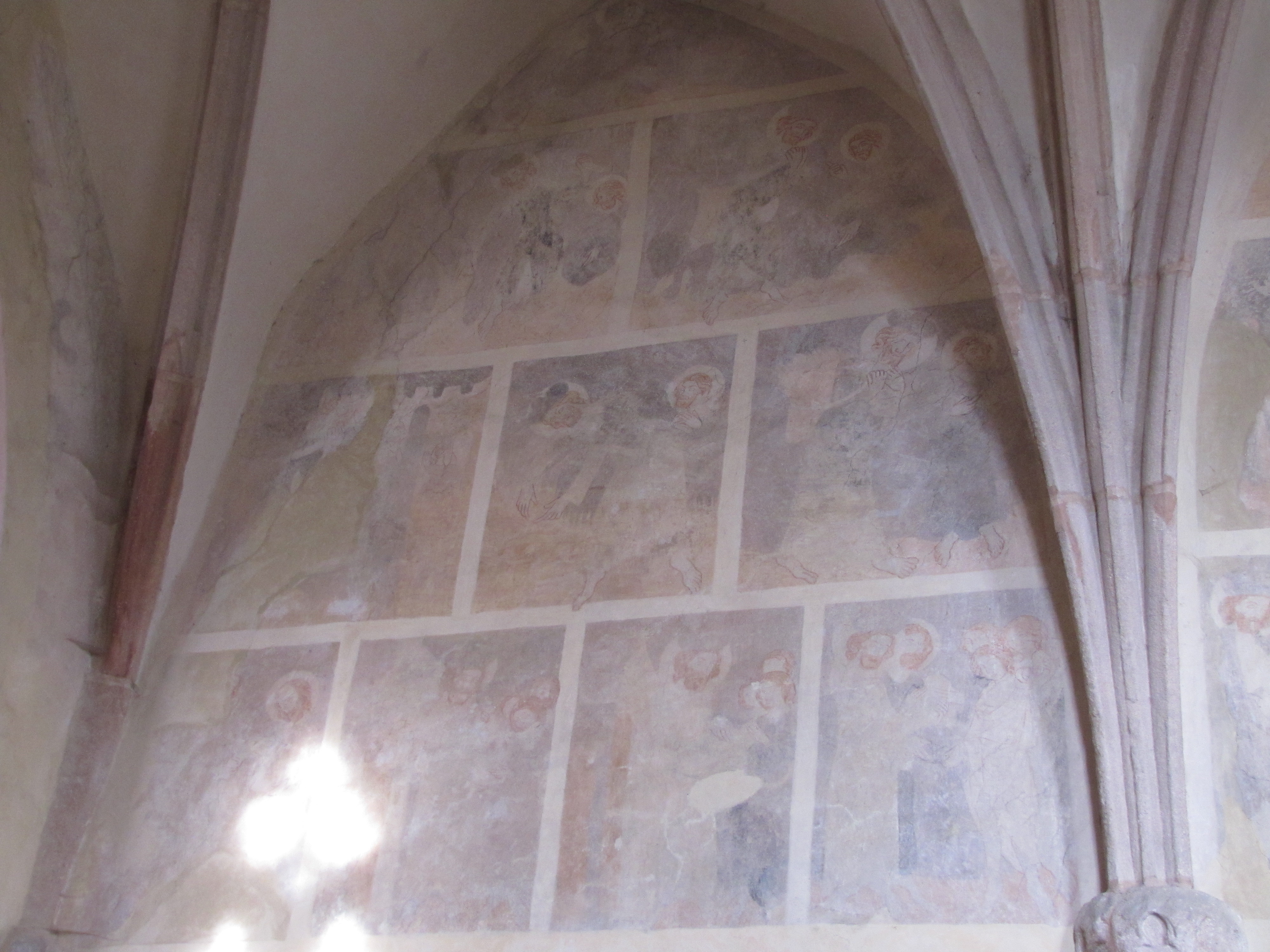
Severní stěna – první klenební pole
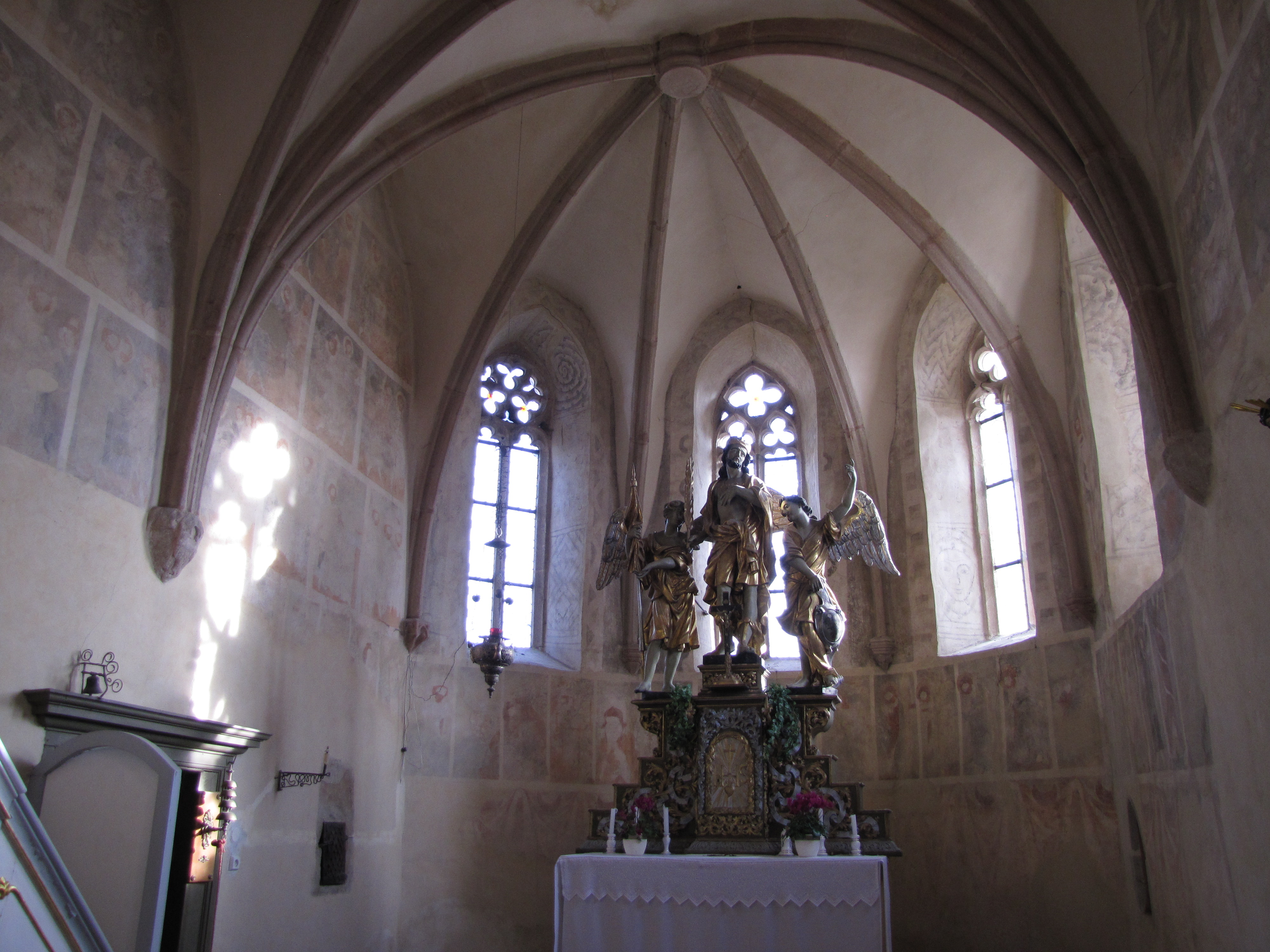
Presbytář